# Cyriogonus
Genre
Cyriogonus est un genre d'araignées aranéomorphes de la famille des Thomisidae.

## Distribution
Les espèces de ce genre sont endémiques de Madagascar.

## Liste des espèces
Selon World Spider Catalog (version 18.0, 04/02/2017) :
- Cyriogonus fuscitarsis Strand, 1908
- Cyriogonus lactifer Simon, 1886
- Cyriogonus rutenbergi (Karsch, 1881)
- Cyriogonus simoni Lenz, 1891
- Cyriogonus triquetrus Simon, 1886
- Cyriogonus vinsoni (Thorell, 1875)

## Publication originale
- Simon, 1886 : Espèces et genres nouveaux de la famille des Thomisisdae. Actes de la Société linnéenne de Bordeaux, vol. 40, p. 167-187 (texte intégral).